# Larry Kochendorfer
Larry Kochendorfer ist ein kanadischer lutherischer Geistlicher der Evangelisch-Lutherischen Kirche in Kanada (ELCIC). Von 2013 bis 2024 war er Bischof der Synode von Alberta und den Territorien. Auf der Nationalversammlung 2025 wurde er zum nächsten Nationalbischof der ELCIC gewählt.

## Leben
Kochendorfer wuchs auf einer Farm in Alberta auf. Er studierte am Camrose Lutheran College und erwarb dort 1985 einen Bachelor-Abschluss in Psychologie und Musik, bevor er am Lutheran Theological Seminary in Saskatoon Theologie studierte und 1989 mit einem Master of Divinity abschloss. Er wurde am 9. Juli 1989 ordiniert, trat in den Dienst der ELCIC ein und war in den folgenden Jahren als Gemeindepfarrer tätig. Er hatte Pfarrstellen an der Bethanienkirche in Dickson, der Guter-Hirt-Kirche in Lethbridge und der Himmelfahrtskirche in Edmonton inne. 2008 erwarb er einen Doktorgrad am Institute for Worship Studies in Florida.
Nach dem Rücktritt von Bischof Ron Mayan wählte die Synode von Alberta und den Territorien Kochendorfer am 26. Oktober 2012 zu ihrem Bischof. Er wurde am 26. Januar in Edmonton geweiht und stand der Synode bis 2024 vor. Unter Kochendorfers Leitung schloss die Synode eine Partnerschaft mit der Evangelisch-Lutherischen Kirche Kolumbiens. Zu seiner Nachfolgerin wurde Trish Schmermund gewählt. Er gehört dem Nationalen Kirchenrat der ELCIC und dem Rat des Lutherischen Weltbunds an.
Im Anschluss vertrat er eine Pfarrstelle in der Erlöserkirche in Penticton, bevor ihn die Nationalversammlung am 12. Juli 2025 zum Nachfolger von Susan Johnson als Nationalbischof wählte.
Kochendorfer ist verheiratet und hat vier Kinder.